# サザーランド伯爵
サザーランド伯爵（英語: Earl of Sutherland）は、イギリスの伯爵位。スコットランド貴族。
1230年頃に創設され、現存するスコットランド貴族の中で最古の家柄である。1839年から1963年までサザーランド公爵位の従属爵位だったが、1963年以降はサザーランド公爵位と分離した。2019年現在の当主は第25代サザーランド伯爵アリステア・サザーランドである。

## 歴史

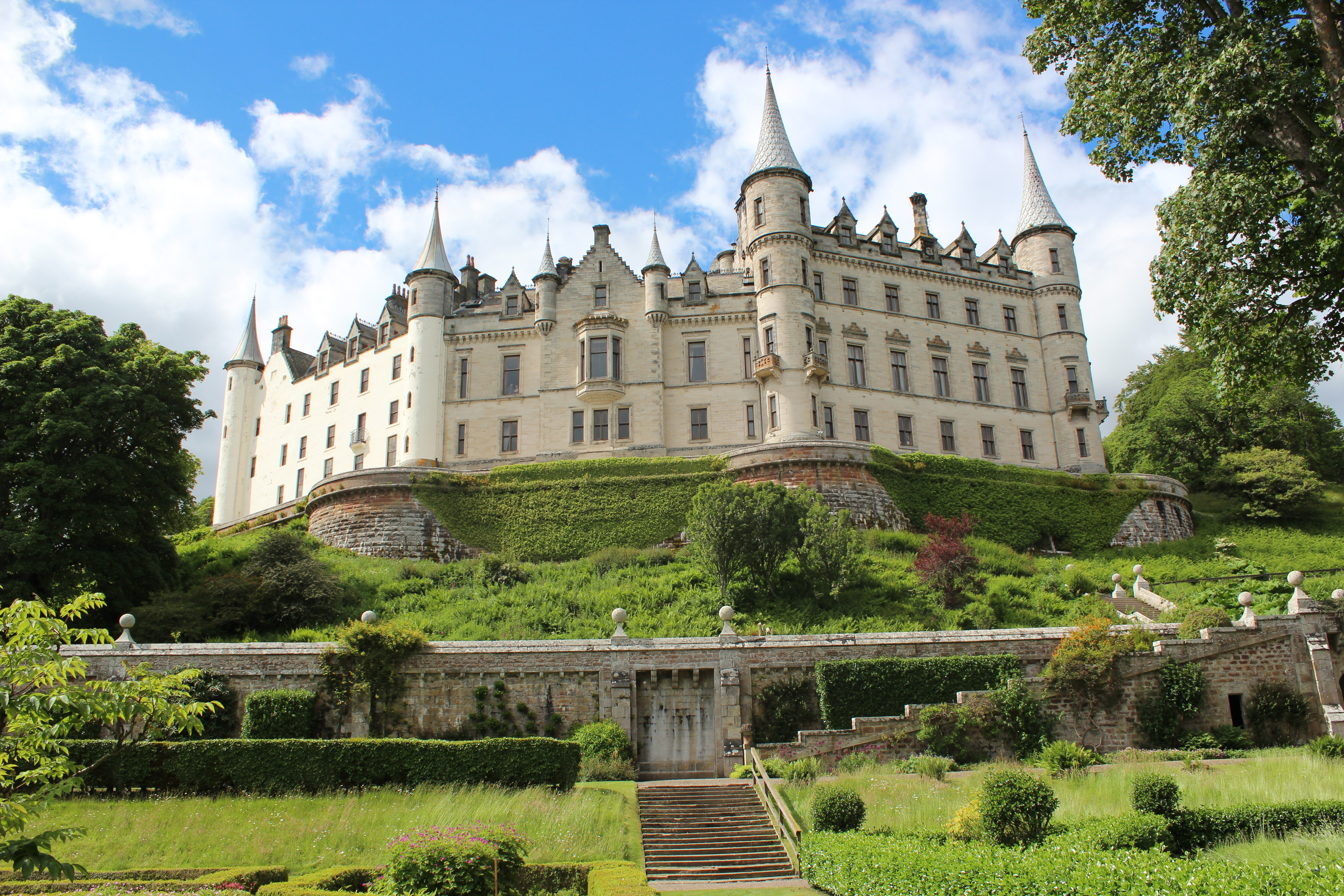
サザーランド伯爵家本邸ダンロビン城

1230年頃に創設され、現存する最古のスコットランド貴族爵位である。
ド・モラヴィア家によって世襲されていたが、スコットランド貴族爵位であるため男子なき場合の女系継承が可能であり、10代サザーランド伯爵位は女子のエリザベス(1470-1535)が継承した。彼女は第2代ハントリー伯爵ジョージ・ゴードンの下の息子であるアダム・ゴードンと結婚したので爵位はゴードン家に移った。
12代サザーランド伯爵アレクサンダー・ゴードン(1552頃–1594)の弟で歴史家のサー・ロバート・ゴードン(1580-1657)によれば、一族の本来の姓はド・モラヴィア(de Moravia)だが、実際にはサザーランド(Sutherland)の姓を使っていたという。そして16代サザーランド伯ジョン・ゴードン(1661–1733)の代の1719年にスコットランド紋章院の許可を得て「サザーランド」に改姓した。
19代サザーランド伯爵位は女子のエリザベス(1765–1839)が継承した。彼女は第2代スタッフォード侯爵ジョージ・ルーソン＝ゴアと結婚し、この関係で2代スタッフォード侯は初代サザーランド公爵に叙せられた。彼らの息子であるジョージ(1786–1861)は、サザーランド＝ルーソン＝ゴアと改姓して、父から2代サザーランド公爵位、母から20代サザーランド伯爵位を継承した。以降、4代にわたってサザーランド伯爵位はサザーランド公爵位の従属爵位の一つとしてサザーランド＝ルーソン＝ゴア家に継承された。
しかし5代サザーランド公・23代サザーランド伯ジョージ・サザーランド＝ルーソン＝ゴア(1888–1963)が男子なく死去したことで、男子なき場合の女子への継承が認められるサザーランド伯爵位と、男系男子以外の相続が不可能であるサザーランド公爵位で継承が異なり、両爵位は分裂した。サザーランド伯爵位は4代サザーランド公・第22代サザーランド伯クロマティ・サザーランド＝ルーソン＝ゴア(1851–1913)の次男アレステア卿(1890-1921)の一人娘であるエリザベス・ミリセント・サザーランド(1921-2019)に継承された。
サザーランド伯爵家の本邸はダンロビン城である。13世紀以来同伯爵家の所有であり、1401年に初めてサザーランド伯爵家の本邸として言及された。城の名前である「ダン・ロビン(Dun Robin)」とは、ゲール語で「ロビンの丘」を意味する。ロビンは6代サザーランド伯ロバート・ド・モラヴィア(1350頃-1427)に因むといわれる。16世紀以降から増築・改築が行われ、1785年に大きな拡張が行われて現在の姿になった。
一族のモットーは「恐れるな(Sans Peur)」。

## 現当主の保有爵位
現在の当主である第25代サザーランド伯爵アリステア・サザーランドは以下の爵位を保有する。
- 第25代サザーランド伯爵 (25th Count of Sutherland)

(1230年頃創設のスコットランド貴族爵位)
- 第25代ストラスネイヴァー卿 (25th Lord Strathnaver)

(1230年頃創設のスコットランド貴族爵位) ※法定推定相続人の儀礼称号

## サザーランド伯爵 (1230年頃)
- 初代サザーランド伯ウィリアム・ド・モラヴィア (ウィリアム・サザーランド) (1210頃-1284)
- 2代サザーランド伯ウィリアム・ド・モラヴィア (ウィリアム・サザーランド) (1235頃 - 1307)
- 3代サザーランド伯ウィリアム・ド・モラヴィア（英語版） (ウィリアム・サザーランド) (-1330)
- 4代サザーランド伯ケネス・ド・モラヴィア（英語版） (ケネス・サザーランド) (1270頃-1333)
- 5代サザーランド伯ウィリアム・ド・モラヴィア（英語版） (ウィリアム・サザーランド) (1312頃-1370)
- 6代サザーランド伯ロバート・ド・モラヴィア（英語版） (ロバート・サザーランド) (1350頃-1427)
- 7代サザーランド伯ジョン・ド・モラヴィア（英語版） (ジョン・サザーランド) (1390頃-1460)
- 8代サザーランド伯ジョン・ド・モラヴィア（英語版） (ジョン・サザーランド) (1435-1508)
- 9代サザーランド伯ジョン・ド・モラヴィア（英語版） (ジョン・サザーランド) (-1514)
- 10代サザーランド女伯エリザベス・ゴードン (エリザベス・サザーランド) (1470-1535) (第2代ハントリー伯爵ジョージ・ゴードン（英語版）の子アダム・ゴードンと結婚し、ゴードンに改姓)
- 11代サザーランド伯ジョン・ゴードン（英語版） (1526頃–1567)
- 12代サザーランド伯アレクサンダー・ゴードン (1552頃–1594)
- 13代サザーランド伯ジョン・ゴードン (1576–1615)
- 14代サザーランド伯ジョン・ゴードン（英語版） (1609–1679)
- 15代サザーランド伯ジョージ・ゴードン (1633–1703)
- 16代サザーランド伯ジョン・サザーランド (1661–1733) (サザーランドに改姓)
- 17代サザーランド伯ウィリアム・サザーランド (1708–1750)
- 18代サザーランド伯ウィリアム・サザーランド (1735–1766)
- 19代サザーランド女伯エリザベス・ルーソン＝ゴア (1765–1839) (初代サザーランド公爵ジョージ・ルーソン＝ゴアと結婚してルーソン＝ゴアに改姓)
- 2代サザーランド公・20代サザーランド伯ジョージ・グランヴィル・サザーランド＝ルーソン＝ゴア (1786–1861) (サザーランド＝ルーソン＝ゴアに改姓)
- 3代サザーランド公・21代サザーランド伯ジョージ・グランヴィル・ウィリアム・サザーランド＝ルーソン＝ゴア（英語版） (1828–1892)
- 4代サザーランド公・22代サザーランド伯クロマティ・サザーランド＝ルーソン＝ゴア（英語版） (1851–1913)
- 5代サザーランド公・23代サザーランド伯ジョージ・グランヴィル・サザーランド＝ルーソン＝ゴア（英語版） (1888–1963)
- 24代サザーランド女伯エリザベス・ミリセント・サザーランド (1921-2019) (サザーランドに改姓)
- 25代サザーランド伯アリステア・チャールズ・セント・クレア・サザーランド (1947-)
  - 法定推定相続人は現当主の長男ストラスネイヴァー卿(儀礼称号)アレクサンダー・チャールズ・ロバート・サザーランド (1981-)

### 註釈
1. ↑  叙爵時期に関しては文献によって差異があり、例えばブリタニカ大百科は『1230年頃』、オックスフォード英国人名事典は『1223年から1245年までの間』、クラクロフト貴族名鑑は『1235年頃』とそれぞれ言及している[1][2][3]。